# ابراهیم قیسرانی
ابراهیم بن عبدالرحمن قیسرانی، لقب‌گرفته به شمس‌الدین (؟ -۱۳۵۲) نویسنده، شاعر و زندگی‌نامه‌نویس مصری در نیمهٔ اول سدهٔ هشتم هجری بود. او کاتب دیوان ملک عمادالدین اسماعیل، شانزدهمین سلطان مملوکی بود که سیرهٔ او را با عنوان النور اللائح و الدُّر الصادح فی مولانا الملک الصالح را نگاشت. او همچنین الدُّر المصون غی اصطفاء المقر الأشرف السیفی قوصون را نوشت. آثار او را خیرالدین زرکلی در روزگار خود، نسخه‌های خطی ذکر کرده‌است.